# I Got It Bad (and That Ain't Good)
I Got It Bad (and That Ain't Good) è un brano jazz di Duke Ellington con il testo di Paul Francis Webster, pubblicata nel 1941.

## Cover
Al Aarons

John "Johnny" Adriano Acea

Cannonball Adderley

Jamey Aebersold

Harry Allen

Carl Anderson

Ernestine Anderson

Ivie Anderson

Susie Arioli

Louis Armstrong

Benny Bailey

Guy Barker

Bruce Barth

Count Basie

BBC Big Band

Tobias Beecher

Madeline Bell

Joe Benjamin

Tony Bennett

Big Miller

Paul Bley

Betty Bonney con Les Brown e la sua orchestra

Carolyn Breuer

Marvin Gaye

Charles Brown

Sandy Brown

Beryl Bryden

Kenny Burrell

Charlie Byrd

Donald Byrd

Ann Hampton Callaway

Harry Carney

Benny Carter

Cher

June Christy

Rosemary Clooney

Nat King Cole

John Coltrane

Doris Day con Les Brown e la sua orchestra

Yvonne De Carlo

Bill Evans

Eileen Farrell

Ella Fitzgerald

Sara Gazarek

Earl Grant

Roy Hamilton

Johnny Hodges

Billie Holiday

Shirley Horn

Lena Horne

Phyllis Hyman

Joe Jackson

Ahmad Jamal

Etta James

Keith Jarrett

Molly Johnson

Stacey Kent

Stan Kenton

Dayna Kurtz

Peggy Lee

Chuck Loeb

Julie London

Margaret

Jane Monheit

Thelonious Monk

Vaughn Monroe

Berl Olswanger

The Oscar Peterson Trio

Lou Rawls

Della Reese

Dianne Reeves

Carly Simon

Nina Simone

Frank Sinatra

Jo Stafford

Donna Summer

Toni Tennille

US Navy Band Commodores Jazz Ensemble

Dinah Washington

Ben Webster